# Helmut Zimmermann
Pour les articles homonymes, voir Zimmermann.
Helmut Zimmermann (né le 13 janvier 1924 à Gerwisch et mort le 29 septembre 2013) est un archiviste allemand et conseiller municipal aux archives de la ville de Hanovre. Il est l'auteur de nombreuses publications sur l'histoire de la ville de Hanovre et la recherche familiale.

## Biographie
Helmut Zimmermann grandit à Biederitz, où son père est responsable de la succursale locale de la Magdeburger Sparkasse . À partir de 1934, il étudie à l'école Otto von Guericke de Magdebourg, où il réussit son examen de licence pendant la Seconde Guerre mondiale en 1942. Il travaille ensuite pour le service du travail du Reich jusqu'en 1943 et est ensuite enrôlé dans la Wehrmacht. En tant que soldat, il est utilisé en Italie, où il est fait prisonnier de guerre. Au cours de son séjour de quatre ans en Italie, il acquiert de bonnes compétences linguistiques en italien. 
En 1947, Zimmermann est libéré de captivité ; il retourne en Allemagne et se rend d'abord à Burgstemmen pour voir un ami qu'il a rencontré pendant leur séjour à l'hôpital. En juillet 1947, il s'installe à Hanovre, où il travaille initialement dans l'usine de batteries AFA (plus tard Varta ) à Hanovre-Stöcken. En 1951, il rejoint l'administration de la ville de Hanovre en tant que candidat-inspecteur de la ville et en 1954 passe le 2e examen administratif. Dans la même année, il est détaché dans un service d'inspection nouvellement créé dans les archives de la ville, où il est passé au conseil municipal et y travaille plus de 30 années jusqu'à sa retraite au début de 1986. En raison de sa bonne connaissance de l'italien, il travaille parfois comme interprète pour les autorités de Hanovre, telles que la police criminelle et le bureau des étrangers au bureau de l'ordre public. 
Zimmermann s'intéresse à l'histoire urbaine et, en tant qu'autodidacte, il devient un archiviste reconnu et un chercheur en histoire urbaine et en famille historiquement compétent. Au cours de ses nombreuses années d'activité professionnelle dans les archives de la ville, il publie également un grand nombre de livres de non-fiction et d'articles spécialisés sur l'histoire de la ville de Hanovre et sur la recherche familiale, ainsi qu'après sa retraite. Par exemple, il est représenté dans les feuilles d'histoire hanovrienne avec environ 30 essais. 
En outre, Zimmermann dispense des cours de formation aux guides de la ville de Hanovre pendant des décennies et donne de nombreuses conférences sur des sujets historiques de la ville dans diverses maisons de retraite de Hanovre. Il conçoit également plusieurs expositions pour la Sparkasse de Hanovre sur des sujets d'histoire historique et urbaine, allant de petites expositions dans des vitrines individuelles dans les succursales de la Sparkasse à des expositions complètes dans le bureau principal. La recherche sur l'histoire des familles hanovriennes est depuis longtemps au centre de son travail. 
Helmut Zimmermann est marié et vit avec sa femme à Hanovre.

## Adhésions
Zimmermann est impliqué dans la société germano-italienne fondée en 1947 (plus tard la société culturelle germano-italienne). Pendant de nombreuses années, il est membre du groupe de travail des archives municipales de Basse-Saxe, fondé en 1963. V. (ANKA), dont il est membre du conseil d'administration de 1969 à 1975. En 1969, bien que non universitaire, il est nommé à la Commission historique de Basse-Saxe / Brême en reconnaissance de ses activités de recherche, dont il est membre depuis. Zimmermann est longtemps membre de l' Association nationale des études familiales de Basse-Saxe, dont il est nommé membre honoraire en 2006, et du Heimatbund Niedersachsen e. V., dont il est nommé membre honoraire en 2008. 

## Récompenses
- 2009: Cord-Borgentrick-Stein, décerné par le Heimatbund Niedersachsen
- 2007: Médaille Johann Christoph Gatterer, décernée par le Groupe de travail allemand sur les associations généalogiques (DAGV)

## Publications
- Übersicht über Quellen und Literatur zur Personengeschichte bis 1874 in der Landeshauptstadt Hannover (= Sonderdruck aus Hannoversche Geschichtsblätter, Neue Folge, Band 29, Heft 3/4) (= Sonderveröffentlichung Nr. 13 des Niedersächsischen Landesvereins für Familienkunde e.V.), [o. D., 1975?]
- Autor von zahlreichen Einzelbeiträgen in: Klaus Mlynek, Waldemar R. Röhrbein (Hrsg.): Stadtlexikon Hannover. Von den Anfängen bis in die Gegenwart. Schlütersche Verlagsgesellschaft, Hannover 2009,  (ISBN 978-3-89993-662-9).
- Hannoversche Geschichtsblätter. Hrsg.: Landeshauptstadt Hannover, Hahn, Hannover,  (ISSN 0342-1104). (Autor von etwa 30 Aufsätzen in diversen Einzelheften), darunter:
  - Die Sterbefälle der hannoverschen Kreuzkirchengemeinde von 1611 bis 1714, HGBl Neue Folge Band 13, Heft 3/4
- Das kleine Hannoversche Geschichtsbuch. Anekdoten, Begebenheiten, Legenden. 1. Auflage. Leuenhagen & Paris, Hannover 2003,  (ISBN 3-923976-43-7).
  - neu bearbeitet und ergänzt von Friedrich Wilhelm Netzel, 1. Auflage. Leuenhagen & Paris, Hannover 2011,  (ISBN 978-3-923976-83-6).
- Hannover nach 1945. Hurra, wir leben noch! 1. Auflage. Wartberg-Verlag, Gudensberg-Gleichen 2001,  (ISBN 3-86134-712-1).
- Werke und Menschen. Streiflichter aus Hannovers Geschichte. 1. Auflage. Leuenhagen & Paris, Hannover 1996,  (ISBN 3-923976-15-1).
- mit Klaus Mlynek: Hannovers Geschichte in Zahlen. 7., erweiterte Auflage. Presse- und Informationsamt der Stadt Hannover, Hannover 1993.
- Die Straßennamen der Landeshauptstadt Hannover. Verlag Hahnsche Buchhandlung, Hannover 1992,  (ISBN 3-7752-6120-6).
  - und zur selben Thematik:
    - Hannovers Straßennamen – Veränderungen seit 1991, In: Hannoversche Geschichtsblätter. Neue Folge 51 (1997), S. 351–360
    - Hannovers Straßennamen – Veränderungen seit 1997. In: Hannoversche Geschichtsblätter. Neue Folge 54 (2000?), S. 177–189.
- Hannover. Geschichte unserer Stadt. 5., überarbeitete und erweiterte Auflage. Harenberg-Labs, Hannover 1988,  (ISBN 3-89042-027-3).
- Hannover in der Tasche. Bauten und Denkmäler von A bis Z. 2. Auflage. Feesche, Hannover 1988,  (ISBN 3-87223-046-8).
- Ein Zug durchs Leinetal. Pomp & Sobkowiak, Essen 1987,  (ISBN 3-922693-20-2). Geschichte Hannovers in Anekdoten und Bildern
- Vahrenheide. Ein junger Stadtteil mit Geschichte. 25 Jahre Geschäftstelle Vahrenheide, Vahrenheider Markt 14 Stadtsparkasse Hannover, Hrsg.: Stadtsparkasse Hannover, Hannover: Stadtsparkasse, 1985
- mit dem Untertitel Streifzüge durch Hannovers Geschichte erschienen die Bände
  - Vom Kröpcke bis zum Ihmeufer … Harenberg Verlag, Hannover 1984,  (ISBN 3-89042-011-7).
  - Zwischen Maschsee und Eilenriede … Harenberg, Hannover 1985,  (ISBN 3-89042-015-X).
  - Vom Steintor bis nach Herrenhausen … Harenberg-Labs, Hannover 1986,  (ISBN 3-89042-018-4).
  - Linden. Vom Bauerndorf zum Ihmezentrum. Harenberg-Labs, Hannover 1986,  (ISBN 3-89042-019-2).
  - Zwischen Eilenriede und Kronsberg … Harenberg-Labs, Hannover 1987,  (ISBN 3-89042-022-2).
  - Von Anderten nach Stöcken … Harenberg-Labs, Hannover 1987,  (ISBN 3-89042-023-0).
- Der hannöverschen Porträts zweite Folge. Illustriert von Rainer Osswald. Harenberg, Hannover 1984,  (ISBN 3-89042-008-7).
- Hannöversche Porträts. Lebensbilder aus sieben Jahrhunderten. Illustriert von Rainer Ossi Osswald. Harenberg, Hannover 1983.
- Münzkabinett der Stadt Hannover. Sammlung Dr. Horst Berkowitz, 1979.
- Hannoversche Bildhauer zwischen 1550 und 1750. Eine genealogische Studie. In: Hannoversche Geschichtsblätter. Neue Folge, Band 12, Heft 3/4 (1959).